# Гольденберг, Иосиф Петрович
Иосиф Петрович Гольденберг (псевд. Мешковский; 1873 — 1 января 1922) — участник революционного движения в России начала XX века.

## Биография
Окончил реальное училище в Нижнем Новгороде, где с 1892 года принимал участие в студенческих волнениях, в социал-демократическом движении. Переписывался с Энгельсом. После II съезда РСДРП — большевик. Затем в Париже прошёл курс наук на физико-математическом факультете университета.
С конца 1902 года по сентябрь 1905 года работал в Саратовской социал-демократической организации, служил в статистическом отделе губернской земской управы.
Во время революции 1905—1907 годов входил в состав редакций многих большевистских изданий, например «Вестник жизни».
В 1907 году участвовал в работе V (Лондонского) съезда РСДРП, где был избран в члены ЦК (1907—1910).
Входил в состав делегации большевиков на Международном социалистическом конгрессе в Штутгарте — VII конгрессе II Интернационала (происходил с 18 по 24 августа 1907 года).
Сотрудничал с Троцким в венской «Правде».
В январе 1910 года, после прошедшего тогда Пленума ЦК, вошел в состав Русского бюро ЦК.
Во время мировой войны примкнул к оборонцам — сторонникам Плеханова.
В 1917—1919 годах примыкал к группе социал-демократов-интернационалистов «Новая жизнь». Отрицательно воспринял курс Ленина на свержение Временного правительства и социалистическую революцию:

Ленин ныне выставил свою кандидатуру на один трон в Европе, пустующий вот уже 30 лет: это трон Бакунина! В новых словах Ленина слышится старина: в них слышатся истины изжитого примитивного анархизма.— 
В 1920 году был вновь принят в партию большевиков.
4 августа 1921 года назначается ответственным секретарем РОСТА. 1 января 1922 года скоропостижно скончался от разрыва сердца.